# Kohärenzlänge
Die Kohärenzlänge {\displaystyle l_{\mathrm {c} }} ist in der Optik der maximale Weglängen- oder Laufzeitunterschied, den zwei Lichtstrahlen aus derselben Quelle haben dürfen, damit bei ihrer Überlagerung noch ein (räumlich und zeitlich) stabiles Interferenzmuster entsteht. Alle Lichtquellen emittieren nur Wellenzüge endlicher Länge, wobei diese Länge statistischen Schwankungen unterworfen ist. Alternativ kann man die Kohärenzlänge daher auch als die Länge eines einzelnen Wellenzuges definieren. Überschreitet die optische Weglängendifferenz die Kohärenzlänge der Lichtquelle, dann verschwindet das Interferenzmuster.
In diesem Zusammenhang werden reale, nicht idealisierte Lichtquellen betrachtet, die nicht absolut monochromatische Lichtwellen mit zeitlich konstanter Polarisations- und Phasenbeziehung zueinander aussenden; bei absolut monochromatischem Licht wäre die Kohärenzlänge unendlich. Laser erzeugen Licht mit einer großen bis sehr großen Kohärenzlänge (bis zu vielen Kilometern). Bei natürlichem Licht (Sonnenlicht, Flamme, Wärmestrahlung etc.) liegt sie im Bereich der mittleren Wellenlänge (Größenordnung 10−6 m).

## Kohärenzzeit
Die Kohärenzzeit {\displaystyle \tau _{\mathrm {c} }} ist die Zeit, die das Licht benötigt, um die Kohärenzlänge {\displaystyle l_{\mathrm {c} }} zurückzulegen. Es gilt:
{\displaystyle l_{\mathrm {c} }=\tau _{\mathrm {c} }\,{\frac {c}{n}}}
Dabei ist
{\displaystyle c} die Lichtgeschwindigkeit im Vakuum
{\displaystyle n} der Brechungsindex des Mediums, in dem sich die Welle ausbreitet.

## Ähnliches Konzept in der Kristallographie
Unter Kohärenzlänge versteht man die Entfernung, bis zu der man die Positionen der Nulldurchgänge im Wellenfeld noch sicher vorhersagen kann, wenn der Abstand zweier benachbarter Nulldurchgänge bekannt ist.
Man kann das mit einem Beispiel aus der Kristallographie vergleichen: Wenn bei einem Einkristall aus beispielsweise Silizium die Kristallorientierung weniger Atome des Impfkristalls und die exakten Atomabstände darin bekannt sind, kann man die Position sehr weit entfernter Atome exakt vorhersagen, bei Silizium bis zu einigen Metern. Diese sichere Distanz entspricht der Kohärenzlänge.

## Beispiel

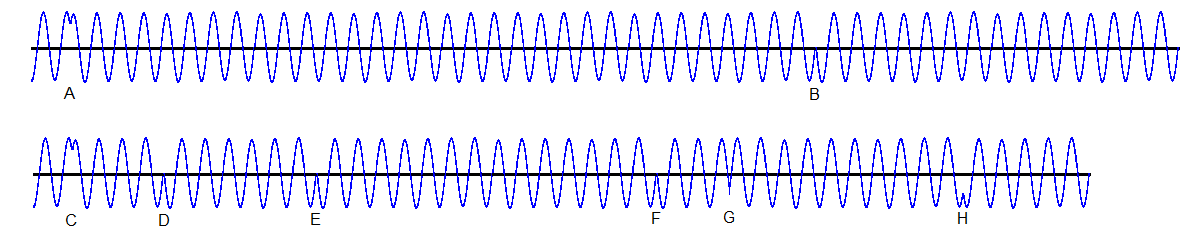
Abbildung 1:
oben: große Kohärenzlänge
unten: kleine Kohärenzlänge

Die obere Kurve in Abbildung 1 zeigt viele reguläre Schwingungen zwischen A und B. Die Wegdifferenz bei einem Interferenzversuch muss kürzer sein als die Entfernung zwischen A und B, damit Anfang und Ende dieses Schwingungszuges sich überlappen und gerade noch ein sichtbares Interferenzmuster ergeben.
Der Schwingungszug darunter besitzt eine erheblich kürzere Kohärenzlänge, auch er setzt sich aus einzelnen Schwingungszügen zusammen, die durch Phasensprünge getrennt sind. Angenommen, der Weglängenunterschied des Interferenzversuches ist genauso lang wie die Strecke D-E. Dann erzeugt dieser Wellenzug kein Muster, kürzere (wie z. B. F-G) erst recht nicht. Dagegen können E-F und G-H gerade noch Interferenzmuster erzeugen. Insgesamt wird sich ein schlecht sichtbares Muster ergeben, weil die ständig neu an beliebigen Stellen erscheinenden Interferenzmaxima (beispielsweise zwischen dem letzten Ende von E-F und dem Beginn von G-H mit undefinierter Phasenbeziehung) eine zunehmende Hintergrundhelligkeit liefern.
Es gibt einige Ursachen für endliche Kohärenzlängen:
- Bei Festkörpern existieren so viele unterschiedliche Energieniveaus der Atomhülle, dass keine getrennten Spektrallinien mehr beobachtet werden können. Die Kohärenzlänge liegt nur noch im Bereich von Nanometern, was laut Fourieranalyse zu einer sehr großen Frequenz- und Wellenlängenunschärfe führt.
- Kurz nach Beginn der „Sendung“ beginnt ein benachbartes Atom unabgesprochen mit einer eigenen Sendung auf der gleichen Frequenz mit anderer Phasenlage. Auch dann, wenn beide Einzelsendungen ungestört ablaufen, ergeben sich in der Summe drei Phasensprünge.

Laserlicht dagegen gilt als das am besten erzeugbare monochromatische Licht überhaupt und hat die größte Kohärenzlänge (bis zu mehreren Kilometern). Ein Helium-Neon-Laser kann beispielsweise Licht mit Kohärenzlängen von über 1 km produzieren, frequenzstabilisierte Laser erreichen ein Vielfaches. Allerdings sind nicht alle Laser monochromatisch (z. B. Titan-Saphir-Laser Δλ ≈ 2 nm … 70 nm). LEDs sind weniger monochromatisch (Δλ ≈ 30 nm) und haben deshalb kürzere Kohärenzzeiten als die meisten monochromatischen Laser. Da ein Laser über seine gesamte Apertur dieselbe Phase hat, besitzt Laserlicht eine sehr hohe räumliche Kohärenz.

## Auswirkung beim Doppelspaltversuch

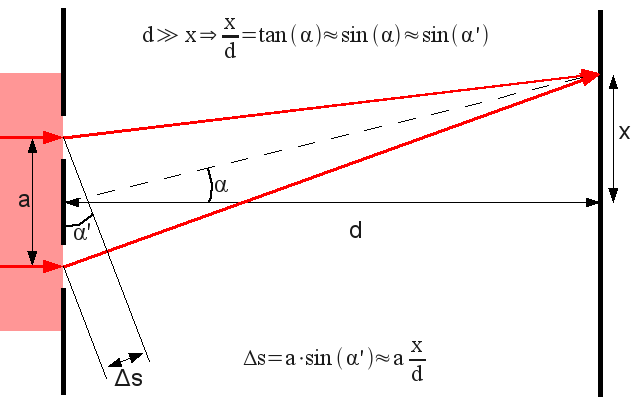
Abbildung 2: Lichtstrahlen beim Doppelspaltversuch

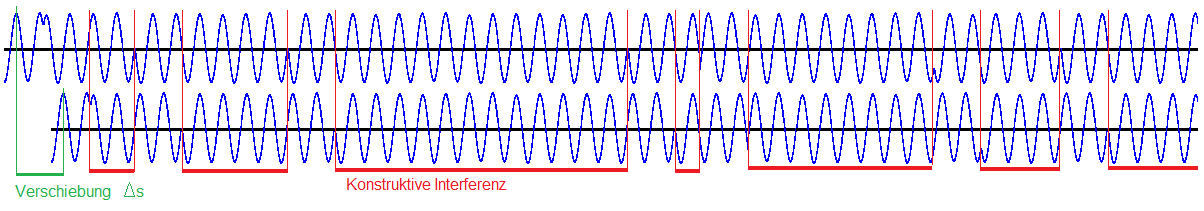
Abbildung 3: Überlagerung einer Schwingung mit ihrer um Δs verschobenen Kopie

Ursache ist, dass sich die Helligkeit am rechten Messpunkt (Zielpunkt in Abbildung 2 oberhalb x) kaum von der Helligkeit der Umgebung unterscheidet. Die Begründung folgt aus Abbildung 3:
- Der obere Wellenzug relativ kurzer Kohärenzlänge erreicht den Messpunkt aus Richtung des oberen Spalts.
- Der untere Wellenzug stammt von der gleichen Lichtquelle und besitzt die gleiche Kohärenzlänge. Er kommt aber ein wenig verspätet am Messpunkt an, weil er vom unteren Spalt kommt und deshalb einen um Δs längeren Weg zurücklegen muss.
- Würde man den Messpunkt ein wenig höher oder tiefer wählen, wäre Δs größer oder kleiner.

Am Messpunkt addieren sich die Elongationen (momentane Auslenkungen) beider Wellenzüge, dabei kann das Resultat größer oder kleiner als die Amplitude jeder Teilwelle allein werden. Die rot markierten Zeiträume in Abbildung 3 bedeuten konstruktive Interferenz, also maximale Helligkeit. Das ist wegen der geringen Kohärenzlänge nur während etwa 70 % der Gesamtzeit der Fall. Während der restlichen Zeit ist die Helligkeit am Messpunkt geringer. Dafür steigt dann die Helligkeit irgendeines benachbarten Punktes, bei dem kurzzeitig konstruktive Interferenz auftritt. Wo dieser Punkt genau liegt, hängt vom Wert des Phasensprunges ab.
Als Folge sinkender Kohärenzlänge gleichen sich die mittleren Helligkeiten aller Messpunkte an. Für sehr kurze Augenblicke kann es an jedem beliebigen Punkt konstruktive Interferenz geben und eine Folge von Bildern extrem kurzer Belichtungszeit würde chaotisch umherhüpfende Lichtpunkte zeigen. Mit steigender Kohärenzlänge werden die Verweildauern an gewissen Punkten immer länger, das bekannte Interferenzbild aus regelmäßig angeordneten hellen Punkten tritt immer deutlicher hervor. Bei unendlich großer Kohärenzlänge würde man an manchen (regelmäßig angeordneten) Messpunkten konstant große Helligkeit messen, die dazwischen liegenden Bereiche wären konstant unbeleuchtet.

## Grundlagen

Abbildung 4: Interferenzsignal (3) in Abhängigkeit vom Weglängenunterschied. (2) ist die elektrische Feldstärke der Interferenz.

Abbildung 4 zeigt den Effekt der Kohärenzlänge auf ein Interferenzsignal. Kurve (3) ist die Intensität des Interferenzsignals in Abhängigkeit vom Weglängenunterschied. Die Kohärenzlänge ist in dieser Darstellung die Breite der Einhüllenden (1) bei halber Amplitude.

## Anwendungen
Kohärenzlängen werden in unterschiedlichen optischen Messverfahren angewendet:
- große Kohärenzlängen werden in Laserinterferometern eingesetzt
- die besonderen Eigenschaften kleiner Kohärenzlängen werden in Weißlichtinterferometern ausgenutzt.